# 贝林扎戈伦巴多
贝林扎戈伦巴多（義大利語：Bellinzago Lombardo），是意大利米兰广域市的一个市镇。总面积4平方公里，人口3851人，人口密度962.8人/平方公里（2009年）。国家统计（ISTAT）代码为015016。